# Enric Pèlach i Feliu
Enric Pèlach i Feliu (Anglès, 3 d'octubre de 1917 - Abancay, 19 de juliol de 2007) fou bisbe d'Abancay (Perú) des del 21 de juliol de 1968 fins al 1992, quan s'hagué de retirar per raons d'edat. Es va dedicar a l'atenció al seminari de Girona fins que fou destinat al Perú, on uns anys després esdevingué bisbe d'Abancay i va promoure parròquies, seminaris i diverses iniciatives.

## Biografia

### Formació
Pèlach va néixer a Anglès, era el setè dels deu fills d'en Joaquim Pèlach i l'Enriqueta Feliu. Va ser batejat a la parròquia de Sant Miquel d'Anglès, tot i que la casa pairal és el Mas Pèlec del proper poble de Sant Dalmai, del municipi de Vilobí d'Onyar i parròquia d'Estanyol. Des dels 13 anys desitjava ser missioner, i ho manifestava jugant i pensant-hi mentre recorria els boscos al voltant de casa seva amb cavall. Quan va complir la majoria d'edat, pocs mesos després d'entrar al seminari, va començar la Guerra Civil espanyola.
Patia per la seva vida i tant bon punt va començar la guerra va marxar a França pels boscos i entrar a l'altra zona, on estaria un any i mig de conductor i un any al front de batalla. A l'inici de la guerra els soldats republicans van tancar dos germans seus, Francesc i Joaquim, i sis mesos més tard també al pare, a la presó de l'antic seminari de Girona. El germà gran, Francesc, va morir a la guerra. Aviat les seves tres germanes decidirien fer-se religioses.

### Sacerdot
Després de la guerra va ser un dels vint seminaristes que va poder reprendre els estudis, del centenar que hi havia abans de la guerra. Aviat el bisbe Josep Cartañà li va demanar que organitzés el seminari menor. Ordenat sacerdot el 6 de gener 1944, va treballar com a formador al seminari menor de Girona i es dedicà a l'atenció espiritual dels sacerdots.
Va conèixer l'Opus Dei perquè un llibreter de l'estació de França li va recomanar llegir Camino, de Josepmaria Escrivà, al qual més tard demanaria consell per fundar un Institut de Medicina Missionera. Pel mateix motiu també es va reunir amb l'abat de Montserrat, Aureli Maria Escarré.
Va estudiar a la Universitat Pontifícia Gregoriana de Roma entre 1949 i el 1951, i va fer la tesi sobre El clero secular diocesà que va a missions. En tornar a Girona va començar el projecte de Medicina Missional llogant un local on oferien classes d'anatomia, pediatria i patologia mèdica, amb pràctiques a l'Hospital Clínic, amb el seu germà, Joaquim Pèlach, de director.
Durant aquests anys a Girona va participar activament en diverses entitats gironines. Va ser consiliari dels Manaies de Girona. També fou fundador del Patronat de la Santa Creu de la Selva i durant els seus darrers mesos a Girona va ser president de la comissió diocesana per als immigrants.

### Missioner
Fou destinat a la prelatura de Yauyos i Cañete, encarregada a la prelatura de l'Opus Dei, on arribà el 1957 amb el vaixell Marco Polo amb quatre sacerdots diocesans més i s'hi quedar tota la vida, on promogué tasques educatives, assistencials i sanitàries i treballà especialment en la catequesi dels nadius. Uns anys abans havia passat a formar part de la Societat Sacerdotal de la Santa Creu.
En arribar, després de parlar-ho amb el bisbe Ignacio María de Orbegozo, van decidir començar per l'indret més allunyat, i es desplaçaven de poble en poble sempre a cavall, en recorreguts que duraven dies, depenent totalment de l'hospitalitat dels peruans.
El grup de sacerdots aviat va passar de cinc a una vintena. Engrescà alguns catalans a marxar al Perú, com al també bisbe gironí Màrius Busquets i Jordà. Amb els altres sacerdots es trobaven dos dies al mes, el primer per pregar i el segon per descansar, amb un partit de futbol, pesca, i una llarga sobretaula.

### Bisbe d'Abancay
Aquesta mateixa tasca és la que dugué a terme a partir del 1968 com a bisbe d'Abancay, una de les zones més pobres del Perú, on amb el suport econòmic de l'entitat gironina Amics d'Abancay va dur a terme diverses iniciatives i publicar diversos llibres de pastoral catòlica, alguns en quítxua. Va començar anant a veure cadascun dels sacerdots del seu bisbat al seu poble per parlar amb cadascú, a banda de fer les trobades mensuals de la mateixa manera que a Yauyos.
Periòdicament enviava cartes al seminari de Girona, als amics i als familiars per explicar-los anècdotes i demanar-los pregàries i ajuda per iniciar projectes socials. La seva germana Remei, monja al Perú, va anar a viure a un monestir més pròxim per ajudar-lo en el que necessités. Entre els sacerdots que el van acompanyar hi havia Miquel Guitart, Isidro Sala que el va substituir com a bisbe, Jesús Alonso o Demetrio Molloy.
Al cap de tres mesos es va obrir al bisbat d'Abancay un menjador social per 40 persones grans que van portar les Carmelites. Aviat va fer la primera de les 12 llars d'infants que acabaria iniciant, la primera es va dir llar d'estudiants San Martín de Porres. També va iniciar el servei de Càritas al bisbat, amb la designació d'un responsable diocesà i la construcció de pous i carreteres, així com la distribució d'aliments i roba.
El 1971 va començar el seminari i el 1978 es van ordenar els quatre primers sacerdots del bisbat d'Abancay. Va impulsar també la construcció d'un centre mèdic a la dècada del 1990, que el 2006 es va associar amb l'Institut de Cooperació Universitària de Palerm i va inaugurar unes modernes instal·lacions amb el Centre oftalmològic Enric Plelach, unes instal·lacions que es troben al carrer Enric Pèlach.
També va fer clubs de mares i la casa de Promoció de la Dona on s'impartia formació relacionada amb la salut, l'economia, la nutrició infantil o l'hostaleria. Va restaurar vuitanta temples. Va impulsar diverses publicacions catequètiques com la Hoja Dominical, la Guía Cristiana o Rezar y cantar.
En jubilar-se va decidir quedar-se a viure a Perú. A les seves memòries explicava que durant la seva estada a Abancay la ciutat passà de 12.000 a 80.000 habitants i de 6 a 27 sagraris per la creació de parròquies, així com seminaris, noviciats i obres apostòliques; i en tota la diòcesi es van fer 80 esglésies.

## Llibres publicats
- Pèlach, Enric. Abancay: Un obispo en los Andes peruanos.  Ediciones Rialp, 2005. ISBN 978-84-321-3555-2.
- Pèlach, Enric; Molloy MacDermott, Demetrio. Santos Evangelios y Hechos de los Apóstoles: Primera versión católica en quechua y castellano.  Editorial Andina, 1974.
- Pèlach, Enric; Kühner, Antonio. Catecismo de la doctrina cristiana.  Mi-nos, 1995. ISBN 978-968-428-170-7.
- Pèlach, Enric. Misión en el trapecio Andino: memorias de un obispo de nuestro tiempo al servicio de los pobres de Abancay.  Tercer Milenio, 2004.